# Joe Luciano
Joe Luciano Garrigo es un actor, cantante y compositor nacido en La Habana, Cuba y que reside en España.

## Música
Formó su primera banda, "Correo Viejo" en Barcelona junto a Carlos Segarra, que luego dejaría el grupo para formar Los Rebeldes. Publicó luego dos discos con una nueva banda, ""Joe Garrigo & Co.", titulados "Marcha Fresca" (1981) e "Historias de un Pasota" (1982). Colaboró con diversos artistas como compositor, productor o poniendo voz en algunos de sus trabajos y conciertos, como Los Rebeldes, Marcos Llunas o The Four Tops.
En 1992 pone voz al himno de los Voluntarios Olímpicos de Barcelona 92 y graba el personaje “Hombre”  en la grabación del espectáculo musical digital “El Libro de los 7 Sellos”. En 1996 graba la canción central de la película Los Porretas de Carlos Suárez, con Alfredo Landa y Miriam Díaz-Aroca en los papeles protagonistas.
En 1996 graba el álbum El Baile de la Botella en Miami, producido por Juan Tarodo y Jorge Álvarez y con la intervención de parte de la Miami Sound Machine. Una fusión de música axé brahiana con ritmos afrocubanos. Dos temas de este disco llegan a primeros del 97 a las listas latinas de USA, "El baile de la botella" y “Amarra T’chan”. La primera llegó al número 4 y estuvo 12 semanas en el Top Ten de la lista latina de Billboard.
Ese mismo año el álbum fue oro y platino en toda Centro y Suramérica, especialmente en México donde ese año participó en el Festival de Acapulco y fue un asiduo de los programas de televisión de más audiencia de la televisión mexicana, como Siempre en Domingo, Al Ritmo de la Noche y muchos otros. El álbum fue uno de los premiados en los BMI Latin Music Awards de ese año. También llegó al Top Ten en España e Italia y la Europa del Este. Otros temas de este álbum editados en single y que tuvieron repercusión en diferentes países fueron "Gotas de lágrima" y "El baile del Robot". 
A este álbum siguieron “Calentito, Calentito” (98) y “Oh, Wanna (Alegría) (99), que llegaron alto en las listas pero sin alcanzar el éxito del anterior.
En el 2001 publica en España el álbum “Pa’ dos días que hay que vivir”, del que se extraen dos singles, “Mujer latina” y “El baile de la banana”. Este segundo es top ventas en España. 
Ha escrito también canciones para otros artistas como "Vas a acabar con mi paciencia" -Los Rebeldes-, y "No tengas miedo de amar" -Sonia y Selena- (de su álbum Yo quiero bailar).
En 2011 participa en el proyecto de "Un Disco Muy Especial" junto a -Gloria Estefan-, -Andy García-, -Alejandro Sanz- entre otros, para recaudar fondos de ayuda para los presos políticos liberados por el gobierno cubano. Para este doble álbum cedió la canción “Pa’ dos días que hay que vivir”.

## Teatro
Como actor ha participado en varias grandes producciones de teatro musical.
En 1992, Los Miserables producción de Cameron Mackintosh, Placido Domingo y Jose Tamayo, dirigido por Ken Caswell, que se representó por dos años en Madrid. De esta obra se grabaría la que sería la primera versión en español del musical, grabando los personajes Combeferre y Capataz.
En 1994, Sweeney Todd, dirigido por Mario Gas, que se mantuvo un año en cartel y el cual se grabó en CD y que recibió el Premio de la Crítica de Barcelona. En 1995, Candide como Maximilian, dirigido por Xavier Albertí en Barcelona. En el 2000, La Bella y la Bestia, producción de Disney Theatrical Productions que estuvo durante dos años y medio en Madrid, sustituyendo en el papel de la Bestia a Carlos Marín cuando este dejó la producción para formar parte de Il Divo. De 2003 a 2004 estuvo en la gira europea de La Opera de Cuatro Cuartos (La ópera de los tres centavos), dirigida por Calixto Bieito.
Como autor, compositor y director, ha participado escribiendo letra y música de varios de los temas del musical Pinotxo, junto a Javier Ibarz y Santiago Pérez, hizo la adaptación al español del musical -Cabaret- que dirigió -Jérôme Savary- en 1992 y autor y director del musical Jake & Elwood estrenado en Barcelona en 1996.

## Discografía
- Marcha Fresca - Joe Garrigo & Co. (1981)
- Historias de un pasota - Joe Garrigo & Co. (1982)
- El Baile de la Botella - Joe Luciano (1996)
- Calentito, Calentito - Joe Luciano (1998)
- Oh, Wanna (Alegría) - Joe Luciano (1999)
- Pa' dos días que hay que vivir - Joe Luciano (2000)

### Otros
- Sorry, I'm busy tonight - Arsenik Band (1981)
- Tiempos de rock'n'roll - Los Rebeldes (1991)
- Dragons Rap - Cool T  (1991)
- Los Miserables (Original Cast Album, Madrid) (1993)
- Sweeney Todd (Original Cast Album, Barcelona) (1996)
- BSO Los Porretas (1996)
- Un Disco Muy Especial - Varios Artistas (2011)